# رامیز عباس‌لی
رامیز عباس‌لی (ترکی آذربایجانی: Bərxudarov Ramiz Məhəmməd oğlu؛ زادهٔ ۱ ژوئیهٔ ۱۹۴۸) نویسنده و مترجم اهل اتحاد جماهیر شوروی سوسیالیستی است.